# Karl Beck

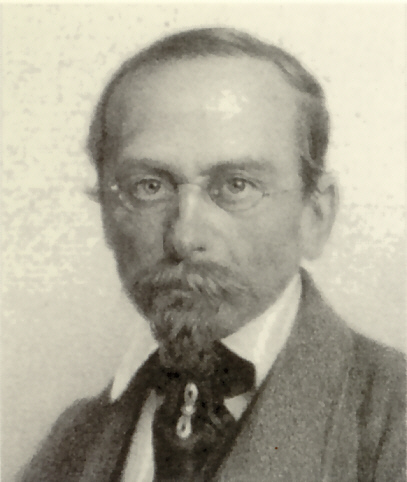
Karl Isidor Beck.

Karl Isidor Beck, född 1 maj 1817 i Ungern, död 9 april 1879, var en österrikisk skald.
Beck var den förste proletärskalden på tyskt språk, och rönte framgång med sina diktsamlingar Nächte, gepanzerte Lieder (1838), Lieder vom armen Manne (1847) samt versromanen Jankó, der ungarische Rosshirt (1842).